# Горка (Воскресенский сельсовет)
Горка — деревня в Череповецком районе Вологодской области.
Входит в состав Воскресенского сельского поселения, с точки зрения административно-территориального деления — в Воскресенский сельсовет.
Расстояние по автодороге до районного центра Череповца — 44 км, до центра муниципального образования Воскресенского — 6 км. Ближайшие населённые пункты — Шабанова Гора, Остров, Новотрюмово.
По переписи 2002 года население — 8 человек.